# باغ‌وحش اوئنو
باغ‌وحش اوئنو (به ژاپنی: 恩賜上野動物園  Onshi Ueno Dōbutsuen) یکی از دو باغ‌وحش بزرگ در درتوکیو پایتخت ژاپن است. باغ‌وحش اوئنو در پارک اوئنو در منطقهٔ تایتو واقع شده‌است. این باغ‌وحش ۱۴٫۳ هکتار مساحت دارد.

## رسیدن به پارک
- خط یامانوته برای رسیدن به ایستگاه اوئنو که فقط چند دقیقه با پارک فاصله دارد، می‌توان از خطوط جی‌آر، خط یامانوته استفاده کرد.
- متروی توکیو ایستگاه اوئنو یکی از ایستگاه‌های خط گینزا G 16 و خط هیبیا H 17 وابسته به متروی توکیو نیز محسوب می‌شود.
- در صورت استفاده از ماشین شخصی می‌توان از پارکینگ‌های اطراف این پارک استفاده کرد. این پارکینگ‌ها رایگان نیستند.